# Ries Mulder

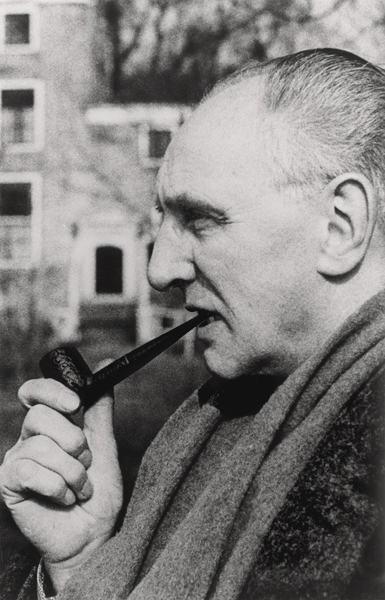
Ries Mulder

Marinus (Ries) Mulder (IJsselstein, 1 januari 1909 - aldaar, 19 december 1973) was een Nederlands kunstschilder. Hij ontwikkelde een eigen kubistische stijl. Doordat hij leraar was aan de academie voor beeldende kunst in Indonesië, heeft hij grote invloed gehad op de huidige moderne Indonesische schilderkunst.

## Nederlandse periode tot 1940
Ries groeide op in een gezin met tien kinderen. Na drie jaar HBS volgde hij een opleiding tot huisschilder in Utrecht. Uiteindelijk besloot hij kunstschilder te willen worden. Ries ging in de leer bij de kunstschilder Piet van Wijngaerdt. Hij kwam verder in aanraking met Otto van Rees, Lambert Simon en Charles Eyck. Tussen 1933 en 1939 assisteerde hij Charles Eyck bij het maken van verscheidene wandschilderingen, onder andere fresco’s in het klooster Genazzano van de zusters Augustinessen te Utrecht en in kerken in Limburg (onder andere Sint-Hubertuskerk (Genhout). Ries werkte ook mee aan de inzending van Charles Eyck op de wereldtentoonstelling in Parijs van 1937.
Van 1936 tot 1939 nam hij deel aan diverse groepstentoonstellingen van de zogenaamde “Utrechtse Jongeren”, ook wel de “Utrechtse School” genaamd. Veel van deze tentoonstellingen werden georganiseerd door het Genootschap Kunstliefde (opgericht in 1807), dat nog steeds gevestigd is aan de Nobelstraat 12 te Utrecht. In deze tijd schilderde Ries vooral landschappen en stillevens. Ook exposeerde hij in het Consthuys Sint Pieter, Achter Sint Pieter 16 te Utrecht. Deze tentoonstellingen hadden het motto “Kunst behoeft niet duur te zijn” en het eerste jaar waren de prijzen van een kunstwerk maximaal 25 gulden. Vanwege het grote verkoopsucces werd de prijs in 1937 al verhoogd naar 50 gulden. Er hingen werken van Breitner, Paul Citroen, Wally Moes, Otto van Rees en vele anderen.
Halverwege de jaren dertig deelde hij een atelier aan de Oude Gracht 55 met Otto van Rees en Gerrit Rietveld. Dit atelier bevond zich boven het kantoor van de uitgeverij van het tijdschrift “De Gemeenschap, maandschrift voor Katholieke Reconstructie”. Uit dit tijdschrift ontstond de afsplitsing “De Nieuwe Gemeenschap” waarvoor Ries enkele illustraties maakte. Verder maakte hij veel werk voor onder andere De Windroos 1940 (jaarboek voor de Katholieke jeugd) en Zonnewijzer 1940 (de Almanak voor het Katholieke gezin).

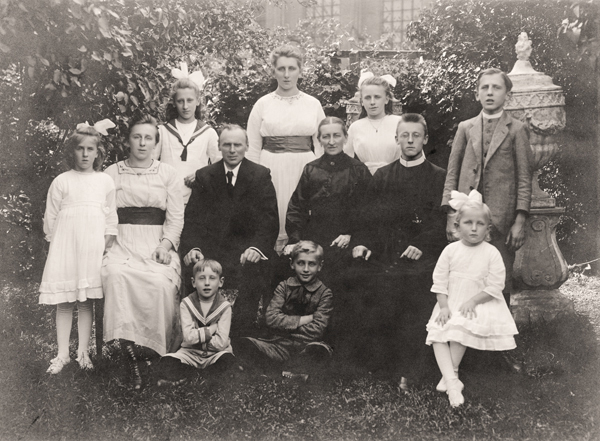
Familiefoto Mulder
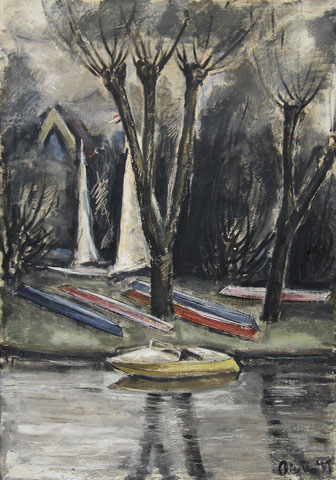
1937 Kano bij rivier de Lek
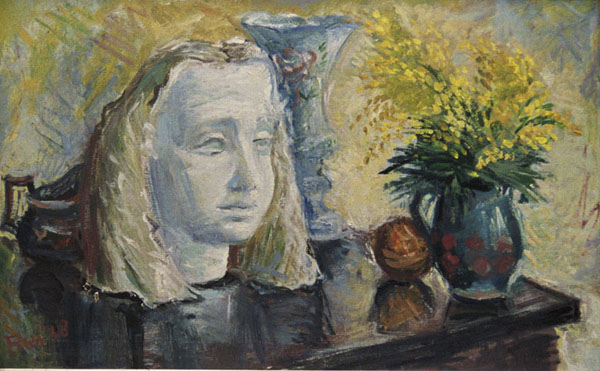
1938 Stilleven met mimosa
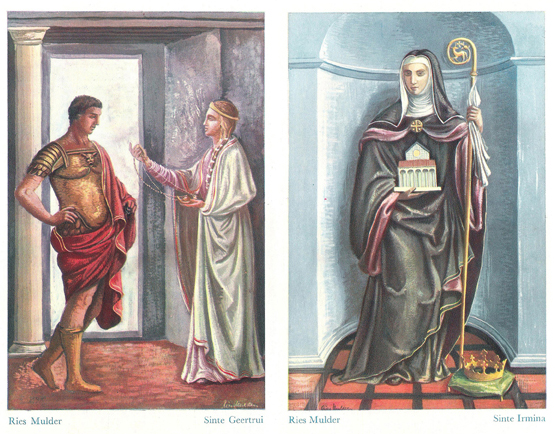
1940 Tekening in de Windroos

Otto van Rees (reeds beïnvloed door het kubisme) en Charles Eyck stimuleerden hem door te gaan met zijn figuratieve schilderijen.

## Indonesische periode 1940-1946
In 1940 werd Ries door een goede vriend uitgenodigd om een studiereis te gaan maken in Indonesië.
Citaat uit een interview in het Utrechts Nieuwsblad: ”Aan één kant ben ik buitengewoon benieuwd naar Indië, naar het Tropenlandschap en de mensen daar, aan de andere kant houd ik ontzaglijk veel van Holland, van zijn luchten en zijn prachtige sfeer…”. 7 februari 1940 vertrok hij met de boot vanuit Triëst. Hij nam veertig schilderijen mee van stillevens, interieurs en Limburgse landschappen. Deze schilderijen gingen helaas verloren tijdens de bezetting van Indonesië door Japan.
Ries Mulder woonde in Magelang en Batavia. Hier kreeg hij veel portretopdrachten van rijke Chinese families. Hij had na een jaar terug willen gaan maar door de oorlog werden dat zeven jaren. Vijf jaar zat hij vast in de Japanse interneringskampen Tjilatjap, Tjimahi (Cimahi) en Pakan Baroe, waar hij werkzaam was als barakverpleger of in het militair hospitaal. In het kamp van Tjimahi maakte hij van eenvoudige materialen vele toneeldecors.

## Nederlandse periode 1946-1948
In 1946 keerde Ries weer terug naar Nederland en deelde hij wederom een atelier met Otto van Rees aan de Bouwstraat 45 te Utrecht. Hij assisteerde samen met Daan Wildschut opnieuw Charles Eyck, dit keer bij de beschildering van de muren en het plafonds van de Onze-Lieve-Vrouwekerk (Helmond).
In deze periode ontwikkelde Ries zijn eigen stijl van het kubisme.

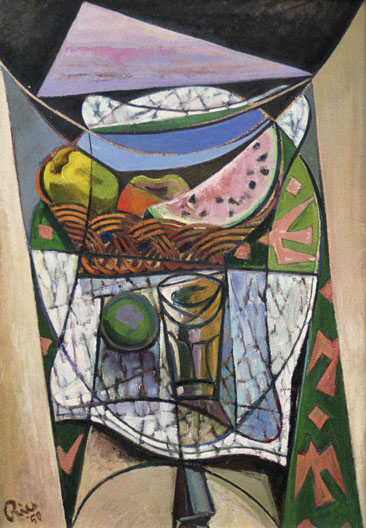
1950 Stilleven met fruitschaal

## Indonesische periode 1948-1958
Tijdens de oorlog had Ries in een Japans interneringskamp Simon Admiraal ontmoet en samen maakten zij plannen om een opleiding tekenleraar te starten in Bandung. Uiteindelijk kreeg Simon Admiraal in 1947 toestemming van de Nederlandse Regering om te starten met de Universitaire Leergang voor Tekenleraren te Bandung. In 1948 werd Ries uitgenodigd door het ministerie van Onderwijs. Hij begon als docent schilderen en kunstbeschouwing in Bandung. De opleiding was bedoeld voor Indonesische studenten die tot die tijd alleen in het buitenland terechtkonden om een dergelijke opleiding te volgen. In 1950 veranderde de tekenleraar opleiding in een academie voor beeldende kunst: Akademi Seni-Rupa Indonesia (ASRI). Deze opleiding maakte deel uit van de Technische Hogeschool Bandung, het huidige I.T.B. (Institut Teknologi Bandung). Mede-docenten waren Simon Admiraal (tekenen), Piet Pijpers (handenarbeid) en Jack Zeylemaker (decoratief tekenen). De lesmethodes werden door Ries zelf ontwikkeld.
Gedurende de elf jaar dat Mulder in Indonesië verbleef, werkte hij verder aan zijn specifieke stijl. Voor de oorlog had hij vooral figuratieve en impressionistische schilderijen gemaakt, maar zijn werk werd nu steeds abstracter en duidelijk was de invloed te zien van Otto van Rees en Charles Eyck. Ook Georges Braque en Picasso inspireerden hem. De onderwerpen werden gestileerd tot hoekige geometrische vormen, van elkaar gescheiden door scherpe zwarte lijnen (glas in lood). Zijn Bandung-periode werd gekenmerkt door de modernistische stijlen van de École de Paris, later veranderde de kubistische stijl in een streng geometrisch-abstracte ordening van het doek. Zijn stijl was heel modern in vergelijking met de meeste andere Nederlandse schilders in Indonesië.

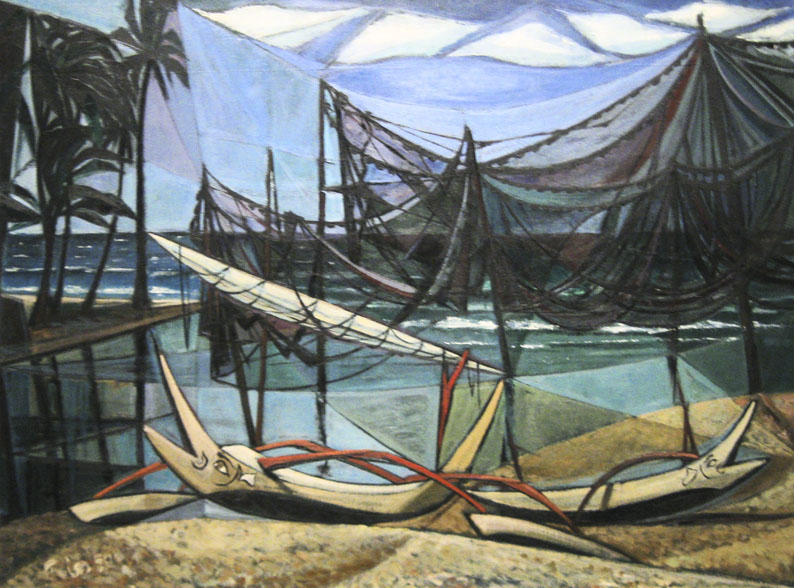
1950 Prahus in Bali
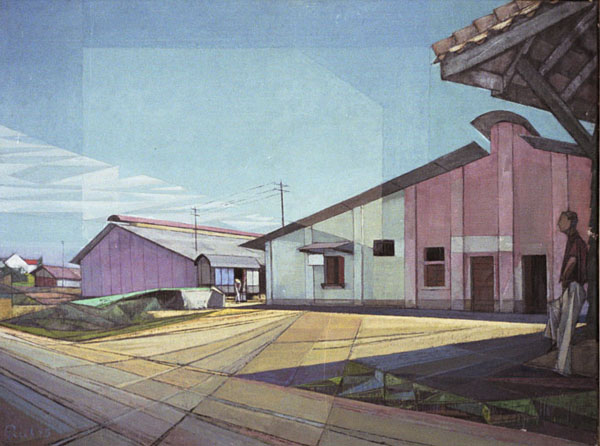
1953 Station Java
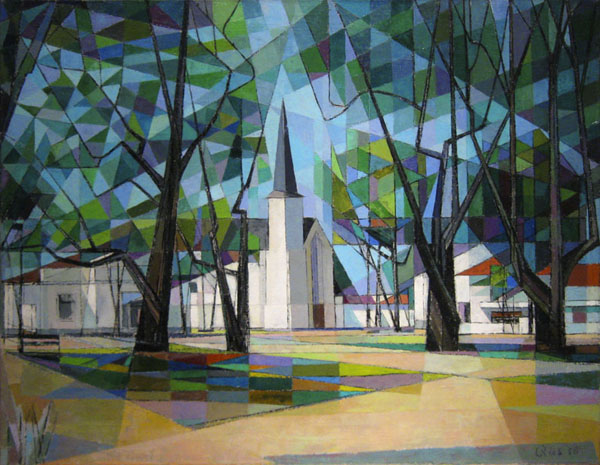
1958 Kerk van Bandung
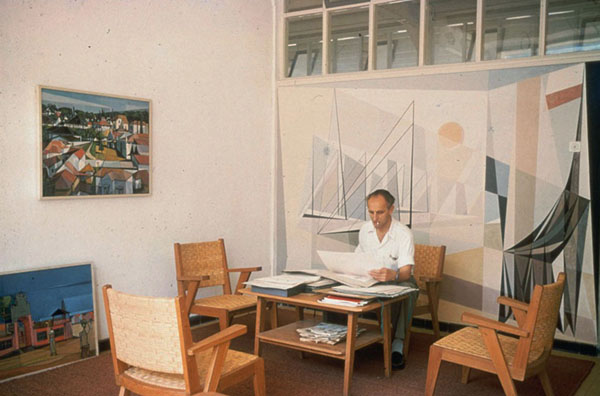
1956 Ries in zijn atelier in Bandung

Zijn leerlingen werden door hem beïnvloed; tot dan toe hadden de Indonesische kunstenaars voornamelijk figuratief, expressionistisch of impressionistisch geschilderd.
Een aantal van de leerlingen van  Mulder die in Indonesië bekend werden:
- A.D. Pirous (1932-2024)[2]
- Ahmad Sadali (1924-1987)
- But Muchtar (1930-1993)
- Mochtar Apin (1923-1995)
- Popo Iskander (1927-2000)
- Srihadi Soedarsono (1931-2022)[3]

De invloed van Mulder op de ontwikkeling van de moderne Indonesische kunst is bijzonder groot geweest. Door zijn stijl en zijn manier van lesgeven in kunstgeschiedenis en kunstbeschouwing maakten de jonge Indonesische kunstenaars kennis met internationale ontwikkelingen in de kunst. Voor de conservatieve kunstwereld van Bandung was deze stijl erg modern. De internationaal georiënteerde elite van Nederlanders en Indonesiërs konden dit werk zeer waarderen. Bandung wilde zich graag aansluiten bij de internationale ontwikkelingen op het gebied van technologie en kunst.
In 1954 had Mulder een solotentoonstelling in de Bandungse Kunstkring.

## Nederlandse periode 1959-1973
In 1958 verbrak Soekarno alle banden met Nederland omdat Nederland weigerde Nieuw-Guinea over te dragen aan de republiek Indonesië. De Nederlanders in Indonesië kregen de keus: de Indonesische nationaliteit aannemen of het land verlaten. Ries Mulder besloot om in 1959 terug te keren naar Nederland, tot groot verdriet van zijn leerlingen.
Vanaf 1959 woonde Ries Mulder bij drie van zijn zussen in het huis aan de Achtersloot te IJsselstein. Het viel hem zwaar om weer in Nederland te zijn. Hij maakte vele reizen naar de Dordogne, Spanje en Noord-Afrika. Zijn latere werk bestond vooral uit stadsgezichten in zachte pastelkleuren, opgebouwd in geometrische vlakken en van elkaar gescheiden door zwarte contouren.
Ries Mulder overleed in 1973 te IJsselstein.
Na zijn dood is er in 1994 in het Stadsmuseum IJsselstein een overzichtstentoonstelling van zijn werk gehouden. In 2009 waren een paar van zijn schilderijen en enkele personalia te zien op de tentoonstelling Beyond the Dutch: Indonesië, Nederland en de beeldende kunsten van 1900 tot nu in het Centraal Museum te Utrecht.

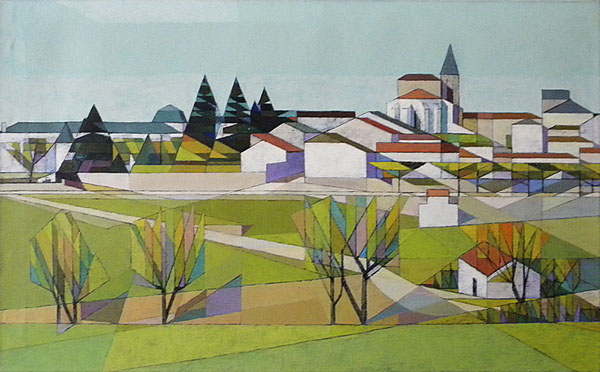
1965 Sainte-Alvère
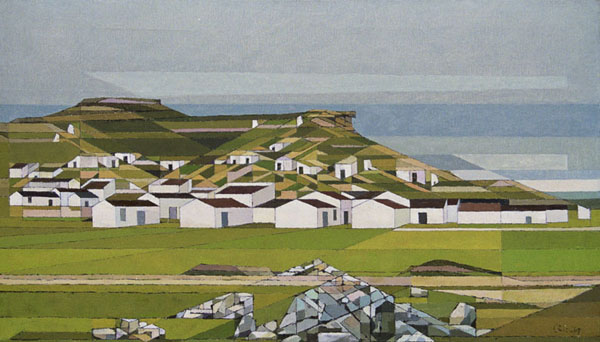
1967 Milagros
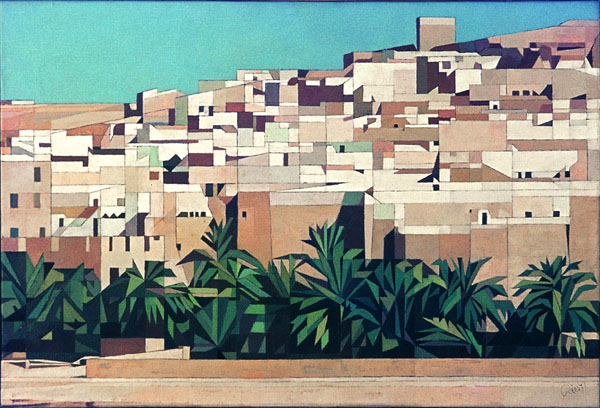
1971 Chardia I
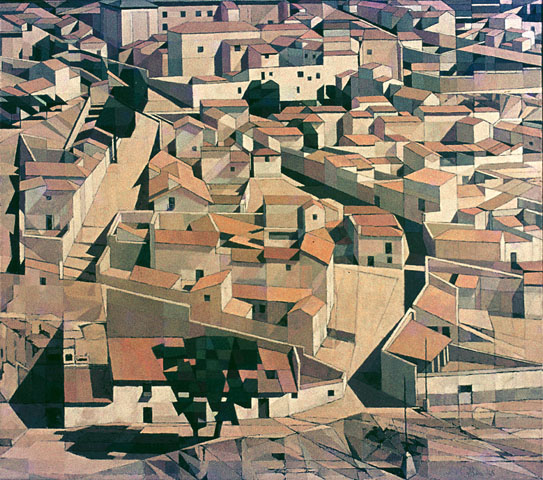
Stadsgezicht